# Łabuchy
Łabuchy (deutsch Labuch (Dorf)) ist ein Ort in der polnischen Woiwodschaft Ermland-Masuren. Er gehört zur Gmina Biskupiec (Stadt- und Landgemeinde Bischofsburg) im Powiat Olsztyński (Kreis Allenstein).

## Geographische Lage
Łabuchy liegt in der nördlichen Mitte der Woiwodschaft Ermland-Masuren, 21 Kilometer südwestlich der früheren Kreisstadt Rößel (polnisch Reszel) bzw. 34 Kilometer nordöstlich der heutigen Kreismetropole und auch Woiwodschaftshauptstadt Olsztyn (deutsch Allenstein).

## Geschichte
Bei dem vor 1785 Wola Labuch und danach Wollalabuch genannten Ort handelt es sich um ein langgestrecktes Dorf mit einer Windmühle. Im Jahre 1785 wurde es als königliches Amtsvorwerk mit 14 Feuerstellen erwähnt, im Jahre 1820 als königliches Erbpacht-Vorwerk mit neun Feuerstellen mit 88 Einwohnern.
Die Landgemeinde Labuch wurde 1874 in den neu gebildeten Amtsbezirk Wengoyen (polnisch Węgój) im ostpreußischen Kreis Rößel aufgenommen.
Mit der Kolonie Rehberg (polnisch Jabłonowo) zählte Labuch im Jahre 1885 insgesamt 335 Einwohner, im Jahre 1910 waren es 377, und in den Jahren 1933 und 1939 noch  304 bzw. 307 Einwohner.
Im Jahre 1945 wurde das gesamte südliche Ostpreußen in Kriegsfolge an Polen abgetreten. Labuch erhielt die polnische Namensform „Łabuchy“ und ist heute eine Ortschaft innerhalb der Stadt- und Landgemeinde Biskupiec (Bischofsburg) im Powiat Olsztyński (Kreis Allenstein), von 1975 bis 1998 der Woiwodschaft Olsztyn, seither der Woiwodschaft Ermland-Masuren zugehörig. Im Jahr 2021 zählte Łabuchy 112 Einwohner.

## Kirche
Bis 1945 war Labuch in die evangelische Kirche Bischofsburg (polnisch Biskupiec) in der Kirchenprovinz Ostpreußen der Kirche der Altpreußischen Union, außerdem in die römisch-katholische Kirche Wengoyen (polnisch Węgój) im damaligen Bistum Ermland eingepfarrt.
Łabuchy gehört auch heute noch zur römisch-katholischen Kirche Węgój, die nun allerdings dem Erzbistum Ermland zugeordnet ist. Die evangelischen Einwohner orientieren sich zur Kapellengemeinde Biskupiec, einer Filialgemeinde der Pfarrei Sorkwity (Sorquitten) in der Diözese Masuren der Evangelisch-Augsburgischen Kirche in Polen.

## Verkehr
Das Dorf Łabuchy liegt an einer Nebenstraße, die bei Zameczek (Neu Chatell) von der Woiwodschaftsstraße 596 abzweigt und über Gęsikowo (Labuch, Forsthaus) bis nach Wólka Wielka (Groß Wolka, 1938 bis 1945 Großwolken) führt. Eine Bahnanbindung besteht nicht.